# EgyptSat-A
EgyptSat-A (MisrSat-A) ist ein Erdbeobachtungssatellit der Nationalen Behörde für Fernerkundung und Weltraumwissenschaften Ägyptens.

## Mission
Der Satellit wurde am 21. Februar 2019 um 16:47 Uhr UTC mit einer Sojus-2-1b-„Fregat“-Trägerrakete vom Raketenstartplatz Baikonur in eine sonnensynchrone Umlaufbahn gebracht. Durch eine falsche Justierung eines Füllsensors im Sauerstofftank der Oberstufe wurde zu wenig Oxidator getankt, was wiederum zu einem vorzeitigen Brennschluss der dritten Stufe der Rakete führte. Daraus resultierte eine um 60 Kilometer zu niedrige Bahn, was allerdings durch Reserven der Fregat-M-Oberstufe ausgeglichen werden konnte.
EgyptSat-A ist eine Weiterentwicklung des im April 2014 gestarteten EgyptSat 2. Dieser fiel aber bereits nach weniger als einem Jahr wegen einer Computerpanne aus, bei der innerhalb weniger Sekunden sowohl der Haupt- als auch der Reserve-Bordcomputer versagten. Zuvor war bereits der von der ukrainischen Firma KB Juschnoje gebaute und 2007 gestartete EgyptSat-1 nach nur drei Jahren Betriebszeit ausgefallen.

## Technik
Der sechseckige, dreiachsenstabilisierte Satellit ist mit einer Kamera ausgerüstet, die eine Auflösung von einem Meter panchromatisch und vier Metern multispektral bei einer Schwadbreite von 1400 km liefert. Er soll Bilder für militärische und staatliche Aufgaben liefern. Für die Orbitmanöver ist er mit SPD-70-Ionentriebwerken ausgerüstet. Er wurde auf Basis des 559GK-Satellitenbusses der RKK Energija gebaut und besitzt eine geplante Lebensdauer von elf Jahren.